# Jurij Volodimirovics Cseban
Jurij Volodimirovics Cseban (ukránul: Юрій Володимирович Чебан, Odessza, 1986. július 5. –) kétszeres olimpiai- és világbajnok ukrán kenus.

## Sportpályafutása
Jurij Cseban tanulmányait a poltavai Pedagógiai Egyetemen végezte tanulmányait. Már ekkor számos szép sikert ért el kenuversenyeken. A 2007-es síkvízi kajak-kenu világbajnokságon Duisburgban és a 2014-es gyorsasági kajak-kenu világbajnokságon Moszkvában is aranyérmet szerzett a K1 200 méteres versenyszámban. Ebben a számban olimpiai bajnok lett a 2012-es londoni olimpián, majd négy évvel később Rióban megvédte címét.

## Kitüntetései
Cseban több állami elismerést is átvehetett Ukrajnában, 2012-ben, első olimpiai győzelme után az Elnöki Érdemrend 3. fokozatával tüntették ki.